# Théorème de Varignon
Il existe deux théorèmes démontrés par Pierre Varignon.

## Théorème mathématique concernant les quadrilatères
Théorème — Si ABCD est un quadrilatère quelconque et I, J, K, L les milieux de ses côtés, alors IJKL est un parallélogramme, appelé parallélogramme de Varignon du quadrilatère.
En corollaire, les médianes d'un quadrilatère ont même milieu (étant les diagonales du parallélogramme).

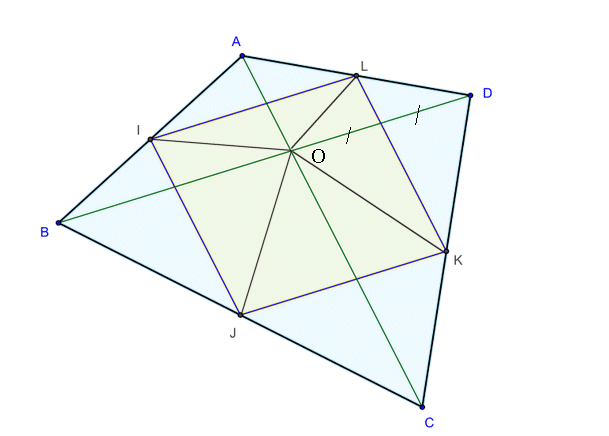
Preuve visuelle : chacun des 4 triangles extérieurs bleus a même aire que le triangle intérieur de même base.

Le périmètre du parallélogramme de Varignon est égal à la somme des longueurs des diagonales du quadrilatère.
Dans le cas où le quadrilatère est plan et convexe, l'aire du parallélogramme de Varignon est la moitié de celle du quadrilatère.

### Une démonstration algébrique du théorème de Varignon

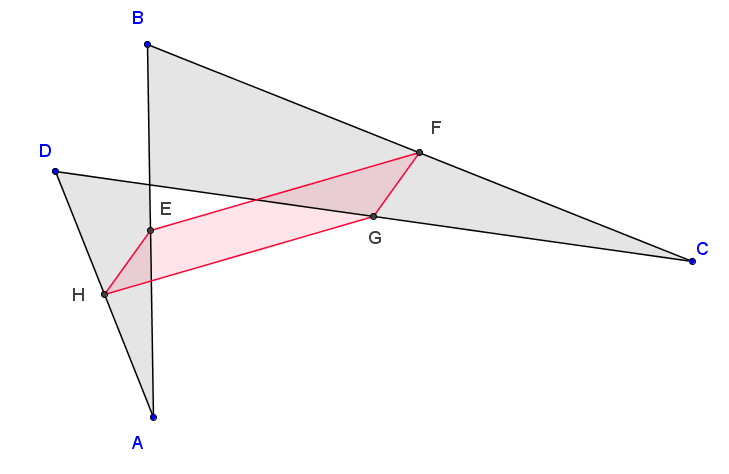
Cas d'un quadrilatère croisé.

En reprenant les notations du dessin ci-dessus, et en adoptant les notations barycentriques, on a :
{\displaystyle I={\frac {1}{2}}(A+B),\,J={\frac {1}{2}}(B+C),\,K={\frac {1}{2}}(C+D),\,L={\frac {1}{2}}(A+D)}
donc (par associativité du barycentre)
{\displaystyle {\frac {1}{2}}(I+K)={\frac {1}{4}}(A+B+C+D)={\frac {1}{2}}(J+L)},
ce qui exprime que IJKL est un parallélogramme.
Cette démonstration illustre la « jolie métaphore » de Nicolas Bourbaki, rapportée par Georges-Théodule Guilbaud dans son avant propos d'un livre de Hermann Weyl : « Sous cette impitoyable clarté (celle de l'algèbre), la géométrie classique se fane brusquement et perd son éclat. »
En outre, elle dissipe toute hésitation concernant les quadrilatères croisés ou les quadrilatères concaves.

### Cas particuliers
Le parallélogramme de Varignon est un losange si et seulement si les deux diagonales du quadrilatère ont la même longueur, c'est-à-dire si le quadrilatère est un quadrilatère équidiagonal.
Le parallélogramme de Varignon est un rectangle si et seulement si les diagonales du quadrilatère sont perpendiculaires, c'est-à-dire si le quadrilatère est un quadrilatère orthodiagonal.
Avec un quadrilatère croisé, le parallélogramme de Varignon peut dégénérer en quatre points colinéaires, formant un segment de droite parcouru deux fois. Cela se produit lorsque le polygone est formé en croisant les deux côtés parallèles d'un trapèze comme dans un antiparallélogramme.

## Théorème mécanique
Une force {\displaystyle {\vec {F}}} se décompose en deux forces {\displaystyle {\vec {F}}_{1}} et {\displaystyle {\vec {F}}_{2}} :
{\displaystyle {\vec {F}}={\vec {F}}_{1}+{\vec {F}}_{2}}.
Le théorème de Varignon énonce que
le moment de la force {\displaystyle {\vec {F}}} par rapport à un point est égal à la somme des moments de forces {\displaystyle {\vec {F}}_{1}} et {\displaystyle {\vec {F}}_{2}} par rapport à ce même point,
si l'on considère un point A quelconque :
{\displaystyle M_{{\vec {F}}/A}=M_{{\vec {F_{1}}}/A}+M_{{\vec {F_{2}}}/A}} (en valeur algébrique),
ou bien
{\displaystyle {\vec {M}}_{{\vec {F}}/A}={\vec {M}}_{{\vec {F_{1}}}/A}+{\vec {M}}_{{\vec {F_{2}}}/A}} (en vectoriel)